# Ingvar Eriksson (företagsledare)
Bengt Henry Ingvar Eriksson, född 18 december 1928 i Angered, död 28 augusti 2001 i Järna, var en svensk företagsledare som var chef för Scaniadivisionen inom Saab-Scania 1972–1989.
Ingvar Eriksson blev civilingenjör i maskinteknik vid Chalmers Tekniska högskola 1954 och anställdes på Scania-Vabis. Ingvar Eriksson var under 1960-talet först teknisk chef och senare chef för Scanias verksamhet i Brasilien. År 1969 kom han tillbaka till Saab-Scania i Sverige och ansvarade för utveckling, konstruktion och tillverkning av lastbilschassier på Scania. År 1972 utsågs han till chef för Scaniadivisionen och var även vice vd för Saab-Scania. Han utsågs till Årets Ledare av tidskriften Ledarskap/Ekonomen 1987 med motiveringen "Ingvar Eriksson representerar en av de finaste ledarinsatserna i den moderna svenska verkstadsindustrin". Han är begravd på Södertälje kyrkogård.